# Баффало Биллс
Ба́ффало Биллс (англ. Buffalo Bills) — профессиональный футбольный клуб, базирующийся в Баффало, штат Нью-Йорк). Команда выступает в Восточном дивизионе Американской футбольной конференции Национальной футбольной лиги. Домашние матчи команда проводит на стадионе «Нью-Эра-филд» в Орчард-Парк.
Клуб был основан в 1959 году и на протяжении десяти лет играл в Американской футбольной лиге. После слияния АФЛ и НФЛ «Биллс» стали членами Американской футбольной конференции. Баффало это единственная команда в лиге, которая четыре раза подряд выигрывала чемпионат конференции и играла в Супербоуле. Все четыре финала завершились поражениями.
С момента основания до своей смерти в 2014 году владельцем клуба был бизнесмен Ральф Уилсон. С октября 2014 года команда принадлежит Терренсу Пегуле и его супруге Ким.

## История

### Основание клуба
Команда была создана в 1959 году, став одной из восьми участниц Американской футбольной лиги. Название «Биллс» было выбрано по итогам опроса болельщиков и является отсылкой к известному охотнику Уильяму Коди по прозвищу «Буффало Билл». Среди других вариантов фигурировали «Байзонс», «Эрис» и «Никелс». Кроме того, команда с таким названием представляла город в чемпионате Всеамериканской конференции с 1946 по 1949 год.
23 ноября 1959 года во время встречи владельцев команд в Миннеаполисе прошёл первый драфт новичков АФЛ. Первым игроком «Биллс» стал выпускник университета штата Пенсильвания квотербек Ричи Лукас, ставший вторым в голосовании, определявшем лауреата Приза Хейсмана. Всего на драфте каждой командой было выбрано по тридцать три игрока.
Владелец клуба Ральф Уилсон описывал процедуру выбора следующим образом:

У меня не было ни одного футбольного человека в штате. У нас была шляпа, мы писали имена игроков на маленьких клочках бумаги и кидали в неё. Каждая из команд тянула по одной. Если вам нужен был квотербек, то вы шли к шляпе с квотербеками и вытаскивали кого-нибудь. Так я получил Ричи Лукаса.
Оригинальный текст (англ.)I didn't have any football men on my payroll. We had a hat, and we put the names on little pieces of paper, and dropped them in. Each of eight teams took one piece of paper out. If you wanted a quarterback, you reached in the quarterback hat and drew out a name. That's how I got Richie Lucas.

В декабре состоялся ещё один драфт, где клубы получили ещё по двадцать игроков. Первый контракт был заключён 5 декабря с лайнбекером Джо Шаффером. 16 декабря 1959 года на должность главного тренера клуба был нанят Бастер Рэмзи, до этого входивший в тренерский штаб «Детройт Лайонс». 22 декабря генеральным менеджером Биллс был назначен Дик Галлахер, ранее работавший в «Кливленд Браунс».
Первый тренировочный лагерь команды был открыт 10 июля 1960 года в Ист-Ороре. 30 июля на домашней арене «Уор-Мемориал-стэдиум» «Биллс» в первой игре в истории команды встретились с «Бостон Пэтриотс». В присутствии 16 474 зрителей «Баффало» уступил со счётом 7:28.

### Американская футбольная лига
В первых четырёх сезонах своего существования, с 1960 по 1963 год, команда не смогла выиграть более половины матчей чемпионата, но именно в это время был заложен фундамент дальнейших успехов. В 1962 году на пост главного тренера пришёл Лу Сейбан, а место стартового квотербека занял Джек Кемп. Годом позже «Биллс» были близки к победе в дивизионе, но уступили в дополнительном матче «Пэтриотс» со счётом 8:26.
В сезоне 1964 года «Баффало» одержали победы в первых девяти матчах.

### Национальная футбольная лига
В 1971 году Ральф Уилсон, недовольный состоянием и вместимостью «Уор-Мемориал-стэдиум», рассматривал возможность переезда команды в другой город. Приоритетным вариантом был Сиэтл, где была возможность арендовать стадион Вашингтонского университета, вмещавший до 58 тысяч болельщиков. Другими городами, заинтересованными в возможности принять команду у себя, были Мемфис и Тампа.

## Радио и телевидение

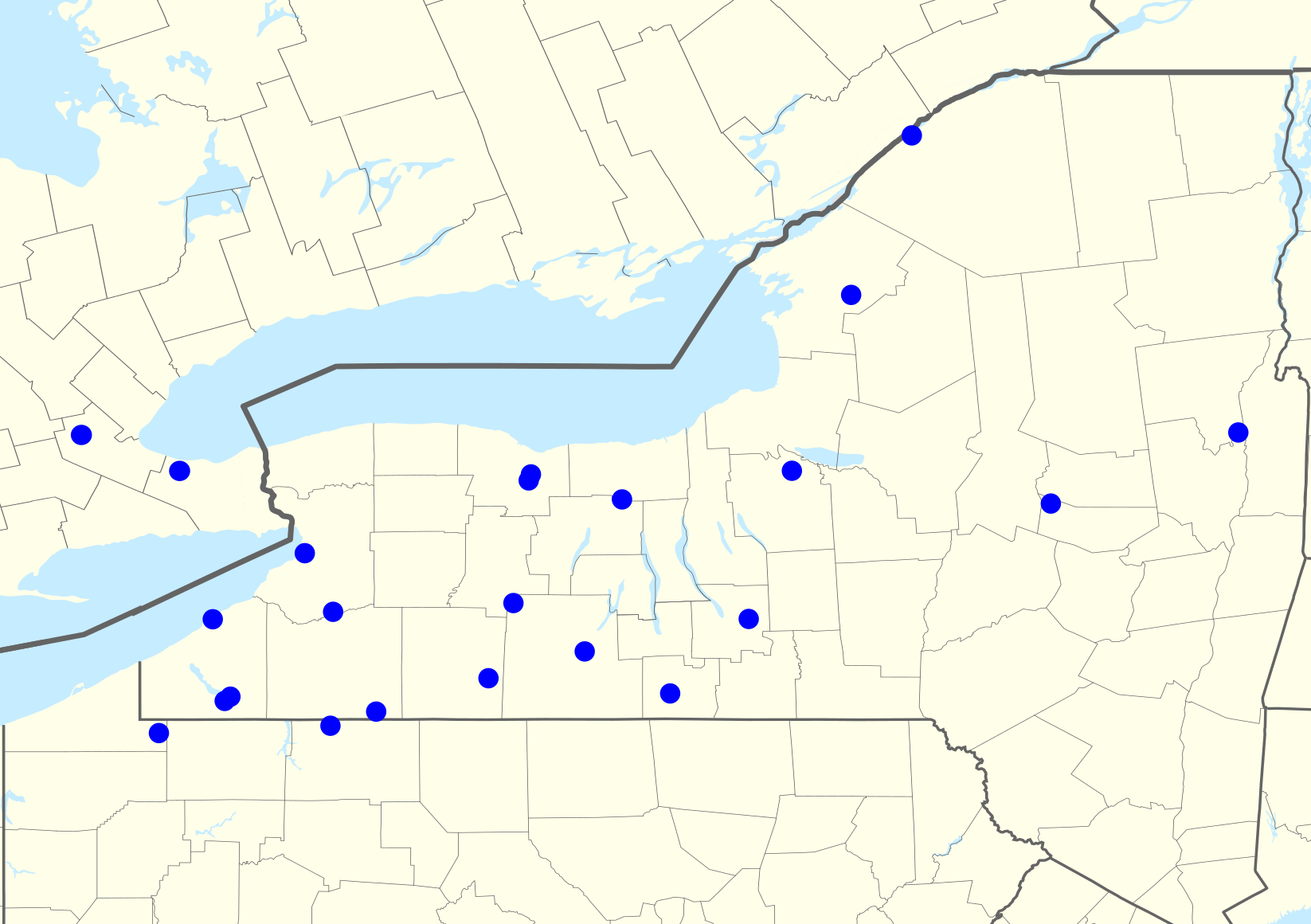
Радио-партнёры команды в штатах Нью-Йорк и Пенсильвания, а также канадской провинции Онтарио.

Флагманской радиостанцией Buffalo Bills Radio Network является принадлежащая Entercom буффальская WGR. С 2004 года и по настоящее время комментатором команды является Джон Мёрфи; ранее он был аналитиком при комментаторе Ване Миллере, аналитиком работает Марк Келсо. Радиосеть Биллс имеет примерно семнадцать филиалов в северной части штата Нью-Йорк и один филиал в Торонто (CJCL 590AM). По состоянию на начало 2012 года, радиосеть состоит в основном из WGR, дочерних станций Entercom WCMF (96,5 FM) и WROC-AM 950 в Рочестере, а также из независимых AM и FM станций в северной части штата Нью-Йорк от Джеймстауна до Олбани. Предыдущая флагманская сеть команды на базе Citadel Broadcasting была куплена Cumulus Media, которые в конце сезона 2011 года прекратили транслировать игры и оставили сеть без филиалов в  Сиракузах (позже Galaxy Communications запустила филиал), Бингемптоне и Эри.
В 2018 году команда подписала договор с Nexstar Media Group, на радиостанциях которой стали транслироваться игры команды. К 2020 году WIVB-TV является флагманской телестанцией, состоящей из WJET-TV в Эри, WROC-TV in Рочестере, WSYR-TV в Сиракузах, WUTR в Ютике, WETM-TV в Элмайре и WIVT в Бингемптоне. Стив Таскер даёт справочную информацию, анализ и оценку происходящего (colour-adding commentary); Эндрю Каталон и Роб Стоун поочередно комментируют действия игроков в реальном времени (play-by-play commentary). Тэд Браун с WROC-TV является репортёром боковой линии. С 2008 года предсезонные матчи транслируются в высоком разрешении.
Начиная с сезона 2016 года, в соответствии с новым соглашением о правах, которое охватывает на футбольную команду и родственную её франшизу НХЛ «Баффало Сейбрз», большинство связанных с командой программ, включая студийное программирование и тренерское шоу, стала транслироваться совместным проектом MSG и владельцев команды MSG Western New York. Предсезонные игры будут по-прежнему одновременно транслироваться по телевидению.
В случае если игры регулярного сезона транслируются ESPN, в соответствии с политикой лиги в отношении телевидения, местная станция в Буффало транслирует их одновременно с кабельной телесетью. С 2014 по 2017 год правами на трансляцию владела WKBW-TV, сумевшая также отстоять права на транслируемые по кабельным сетям игры после того, как WBBZ-TV получила права на 2012 и 2013 годы.